# Ranville-Breuillaud
Ranville-Breuillaud és un municipi francès situat al departament del Charente i a la regió de la Nova Aquitània. L'any 2007 tenia 180 habitants.

## Demografia

### Població
El 2007 la població de fet de Ranville-Breuillaud era de 180 persones. Hi havia 84 famílies de les quals 28 eren unipersonals (4 homes vivint sols i 24 dones vivint soles), 32 parelles sense fills, 20 parelles amb fills i 4 famílies monoparentals amb fills.
La població ha evolucionat segons el següent gràfic:
Habitants censats

### Habitatges
El 2007 hi havia 112 habitatges, 83 eren l'habitatge principal de la família, 15 eren segones residències i 14 estaven desocupats. Tots els 111 habitatges eren cases. Dels 83 habitatges principals, 65 estaven ocupats pels seus propietaris, 9 estaven llogats i ocupats pels llogaters i 9 estaven cedits a títol gratuït; 1 tenia una cambra, 9 en tenien dues, 15 en tenien tres, 25 en tenien quatre i 33 en tenien cinc o més. 69 habitatges disposaven pel capbaix d'una plaça de pàrquing. A 46 habitatges hi havia un automòbil i a 28 n'hi havia dos o més.

### Piràmide de població
La piràmide de població per edats i sexe el 2009 era:
| Homes | Edats   | Dones |
| ----- | ------- | ----- |
| 0     | 95 o +  | 0     |
| 0     | 90 a 94 | 0     |
| 0     | 85 a 89 | 12    |
| 0     | 80 a 84 | 0     |
| 8     | 75 a 79 | 4     |
| 4     | 70 a 74 | 8     |
| 24    | 65 a 69 | 8     |
| 8     | 60 a 64 | 12    |
| 8     | 55 a 59 | 0     |
| 8     | 50 a 54 | 8     |
| 0     | 45 a 49 | 8     |
| 16    | 40 a 44 | 0     |
| 4     | 35 a 39 | 8     |
| 4     | 30 a 34 | 4     |
| 4     | 25 a 29 | 0     |
| 4     | 20 a 24 | 0     |
| 4     | 15 a 19 | 4     |
| 0     | 10 a 14 | 0     |
| 8     | 5 a 9   | 0     |
| 0     | 0 a 4   | 4     |

## Economia
El 2007 la població en edat de treballar era de 103 persones, 65 eren actives i 38 eren inactives. De les 65 persones actives 54 estaven ocupades (29 homes i 25 dones) i 11 estaven aturades (6 homes i 5 dones). De les 38 persones inactives 12 estaven jubilades, 11 estaven estudiant i 15 estaven classificades com a «altres inactius».

### Ingressos
El 2009 a Ranville-Breuillaud hi havia 82 unitats fiscals que integraven 182 persones, la mediana anual d'ingressos fiscals per persona era de 14.211,5 €.

### Activitats econòmiques
Dels 4 establiments que hi havia el 2007, 2 eren d'empreses de fabricació d'altres productes industrials, 1 d'una empresa de construcció i 1 d'una empresa de serveis.
L'únic servei als particulars que hi havia el 2009 era un paleta.
L'any 2000 a Ranville-Breuillaud hi havia 15 explotacions agrícoles que ocupaven un total de 658 hectàrees.

## Equipaments sanitaris i escolars
El 2009 hi havia una escola elemental integrada dins d'un grup escolar amb les comunes properes formant una escola dispersa.

## Poblacions més properes
El següent diagrama mostra les poblacions més properes.